# San Antonio La Paz
San Antonio La Paz ist ein rund 3000 Einwohner zählender Ort und ein Municipio im Departamento El Progreso in Guatemala. Er liegt etwa 40 km nordöstlich von Guatemala-Stadt und 41 km südwestlich von Guastatoya auf 1240 m Höhe. Wenige Kilometer nordwestlich des Ortes verläuft die wichtige Atlantikfernstraße CA 9, die Guatemala-Stadt und Puerto Barrios verbindet. Von dort gibt es bei Kilometer 30 (Agua Caliente) und 36,5 Nebenstrecken nach San Antonio.
Das 209 km² große Municipio erstreckt sich im südwestlichen Bergland von El Progreso. Es hat insgesamt etwa 18.000 Einwohner, von denen ein Großteil in ländlichen Siedlungen und Dörfern lebt, darunter El Soyate, Hato, Las Navajas, Los Encinos, Jocotales, El Chorro, Los Planes, Los Amates, Las Moritas, El Naranjo, Llano Largo, Santo Domingo Los Ocotes, Agua Caliente, Estación Agua Caliente, El Suquinay, Los Astales, Prados de Canaan, Cucajol, Dolores, El Chile, El Carrizo und Santa Cruz Carrizo.
Im Osten und Norden trennt der Río Plátanos das Municipio vom benachbarten Municipio Sanarate, im Westen der Río Las Cañas vom Departamento Guatemala. Dort wo die Brücken der Atlantikfernstraße CA 9 und der nebenher verlaufenden Bahnstrecke den Río Las Cañas und damit die Grenze zwischen den Departamentos Guatemala und El Progeso überqueren, unterhält die Wohlfahrtseinrichtung IRTRA am Ostufer des Flusses, auf dem Gebiet des Municipios San Antonio La Paz, bei Agua Caliente, den Freizeitpark und das Thermalbad „Agua Caliente“.
Das Municipio San Antonio La Paz entstand im 19. Jahrhundert aus der Finca El Encinal und gehörte von 1835 bis 1908 und von 1920 bis 1934 zum Departamento Guatemala.